# Homeworld: Deserts of Kharak
Homeworld: Deserts of Kharak ist ein Echtzeit-Strategiespiel von Blackbird Interactive und erschien am 20. Januar 2016 für Windows. Das Spiel erzählt die Vorgeschichte zu Homeworld aus dem Jahr 1999.

## Handlung
Die Handlung spielt 114 Jahre vor den Geschehnissen von Homeworld auf dem Wüstenplaneten Kharak, dem aufgezwungenen Exil des außerirdischen Volkes der Kushan (eigentlich Hiigarianer). Die Kushan sind ein Volk, das gesellschaftlich in Kiithid (singular: Kiith), sprich Familien-Klans in einer Art Stammes-Kastensystem, zu dutzenden oder gar tausenden Mitgliedern aufgeteilt ist. Kharak ist ein dem Untergang geweihter Planet, da sich dessen lebensfeindliche Wüsten unaufhaltsam ausbreiten. Zudem führen die Kushan-Klans, die Kiithid, ständig Krieg gegeneinander.
Ein Satellit im Orbit entdeckt zufällig in der Great Banded Desert ein verborgenes Objekt im Wüstensand, welches als „Jaraci-Objekt“ oder auch „Primäre Anomalie“ bezeichnet wird (das Raumschiffwrack der Khar-Toba vom Planeten Hiigara aus der Vorgeschichte von Homeworld, welches die vertriebenen Vorfahren der Kushan auf Befehl des Taiidan-Imperiums ins Exil auf Kharak brachte). Daraufhin werden von der Koalition der nördlichen Kiithid (Coalition of the Northern Kiithid) Expeditionen in feindliches Gebiet ausgesandt, um es zu untersuchen und zu sichern. Darunter auch eine Expedition unter der Führung der leitenden Wissenschaftsoffizierin Rachel S'jet. Man erhofft sich von diesem Objekt einen Schlüssel zum Überleben der Bevölkerung des Planeten, da sie selbst über keine eigene bemannte Raumfahrt verfügt. Daneben erhofft sich Rachel S'jet ihren Bruder zu finden, der einst in die Wüste auszog und von dem niemand mehr etwas hörte.
Diese Expeditionsgruppe der Kiith S'jet bricht mit dem überschweren Wüsten-Träger Kapisi, Rachel S'jets Befehlswagen und einigen Kampffahrzeugen von der Epsilon-Basis in die Wüste auf. Kurz nachdem dies passiert, werden einige umliegende Koalitions-Basen inklusive Epsilon von den Kiith Gaalsien, einem Stamm religiöser Fanatiker, angegriffen und zerstört. Als die Kapisi in einem Bergungsdepot östlich der Epsilon-Basis letzte Vorbereitungen trifft und ausgerüstet wird, wird die Expedition nun auch selbst von den Gaalsien attackiert.

## Spielmechanik
Im Gegensatz zu den Weltraumschlachten der Vorgänger spielt Homeworld: Deserts of Kharak auf der Planetenoberfläche des Wüstenplaneten Kharak und bietet Bodengefechte. Anstatt wie bisher Rohstoffe aus Asteroiden und den Trümmern von Großkampfschiffen zu gewinnen, gewinnt man diese nun mittels sogenannter Erntemaschinen aus den Materialien und Hochtechnologien abgestürzter Raumschiffwracks, welche in den Wüsten verstreut liegen. Diese Ressourcen unterteilen sich in Construction Units und Ressource Units. Die Rolle der Mutterschiffe übernehmen nun die überschweren Land-Carrier-Bodenfahrzeuge, welche Rohstoffe aufnehmen, Boden- und Luftfahrzeuge bauen und Upgrades sowie Technologien erforschen. Die Kampffahrzeuge wurden ähnlich der Raumschiffklassen der Vorgänger benannt, und mittels Auswahl-Icons in leichte, mittlere, schwere und überschwere Kategorien unterteilt, um in der taktischen Ansicht für besseren Überblick zu sorgen.
Die Kämpfe gestalten sich gemäß der Echtzeit-Strategie klassisch, so bekämpfen sich Kampffahrzeuge wie Panzerwagen, Ketten- und Antigravfahrzeuge, und es lassen sich mittels Jagdbombern und strategischen Bombern Luftschläge und Spezialangriffe des Basisfahrzeugs wie etwa Marschflugkörper anfordern. Einheiten können dem Eigenbeschuss zum Opfer fallen. Fast jede Einheit verfügt über eine Spezialfunktion, so kann beispielsweise der Befehlswagen von Rachel S'jet ähnlich der Marine- und Infiltratorfregatten aus Homeworld 2 feindliche Fahrzeuge übernehmen. Umkämpft sind neben den Ressourcen – den ausschlachtbaren Wracks – auch einige besondere Artefakte. Neu ist, dass man beim Durchqueren der Wüste einem Hitzemechanismus unterliegt, beim Erreichen der offenen Wüste steigt die Umgebungstemperatur, und man muss sein Basisfahrzeug durch Energiemanagement der Subsysteme wie Sensoren, Selbstreparatur, Waffen und Reaktivpanzerung vor Überhitzung schützen. Auch gibt es einen Tag- und Nachtwechsel, sowie Unwetter wie Sandstürme und Tornados, die sich neben dem unterschiedlich befahrbarem Terrain auf die Spielweise auswirken. Gebäude- oder Basenbau gibt es in dem Spiel nicht, es können aber Geschütztürme aufgestellt, Minen verlegt, oder auch Aufklärungsdrohnen gestartet werden.
Der Mehrspielermodus ist für maximal sechs Spieler ausgelegt.

## Entwicklungsgeschichte
Im September 2013 wurde eine Kooperation von Gearbox Software mit Blackbird Interactive auf der PAX Seattle bekannt gegeben, welche Blackbird Interactive sowohl die Verwendung des Homeworld-Franchises erlaubt, als auch finanzielle Unterstützung umfasste. Das Spiel wurde auf Basis der Unity-Engine programmiert. Das ursprüngliche Konzept des Spiels – damals noch ohne offizielle Franchise-Lizenz – war ein Spiel, welches von Homeworld und dem Abwracken von Schiffen (engl.: ship breaking) in den Abwrackwerften bei Alang in Indien inspiriert wurde. Daher der anfängliche Titel Hardware: Shipbreakers. Nach Erhalt der Lizenz wurde das Spiel auf die offizielle Hintergrund- bzw. Vorgeschichte von Homeworld abgestimmt und in Homeworld: Shipbreakers abgeändert, bis der Titel letztlich zu Homeworld: Deserts of Kharak umbenannt wurde. Einige beteiligte Entwickler arbeiteten bereits zuvor an Homeworld und Company of Heroes mit. Vorbesteller des Spiels erhielten mit dem Kauf gratis die Homeworld Remastered Collection. Die, die sie bereits erworben haben, erhalten einen Rabatt auf Homeworld: Deserts of Kharak.

## Rezeption
Homeworld: Deserts of Kharak nutze den mysteriösen Flair der Serie, um gute Echtzeit-Strategie zu inszenieren. Es gäbe jedoch Defizite bei KI, Steuerung sowie Umfang. Das übermächtige Flaggschiff konterkariere das Spielgefühl, dass man von Feinden umzingelt sei. Die Waffengattungen seien teils schlecht ausbalanciert. Der häufige Funkverkehr baue viel Atmosphäre auf. Abseits der Kampagne sei es hingegen enttäuschend.